# Dennis Stewart
Pour les articles homonymes, voir Stewart.
Dennis Stewart, né le 11 avril 1947, à Steelton, en Pennsylvanie, est un ancien joueur et entraîneur américain de basket-ball. Il évolue durant sa carrière au poste d'ailier fort.

## Palmarès
- Meilleur marqueur du championnat de France 1973-1974